# Kleiszcze
Kleiszcze, niedan, klejowiec (Aegle) – rodzaj roślin z rodziny rutowatych (Rutaceae). Obejmuje trzy gatunki występujące w Azji południowo-wschodniej. Są to cierniste drzewa. Kleiszcze smakowite jest świętym drzewem w hinduizmie o różnorakich zastosowaniach. Dostarcza wartościowego surowca drzewnego, z niedojrzałych owoców wytwarza się żółty barwnik, a z dojrzałych napoje, kwiaty służą do aromatyzowania wody, z kory pozyskuje się kauczuk. 

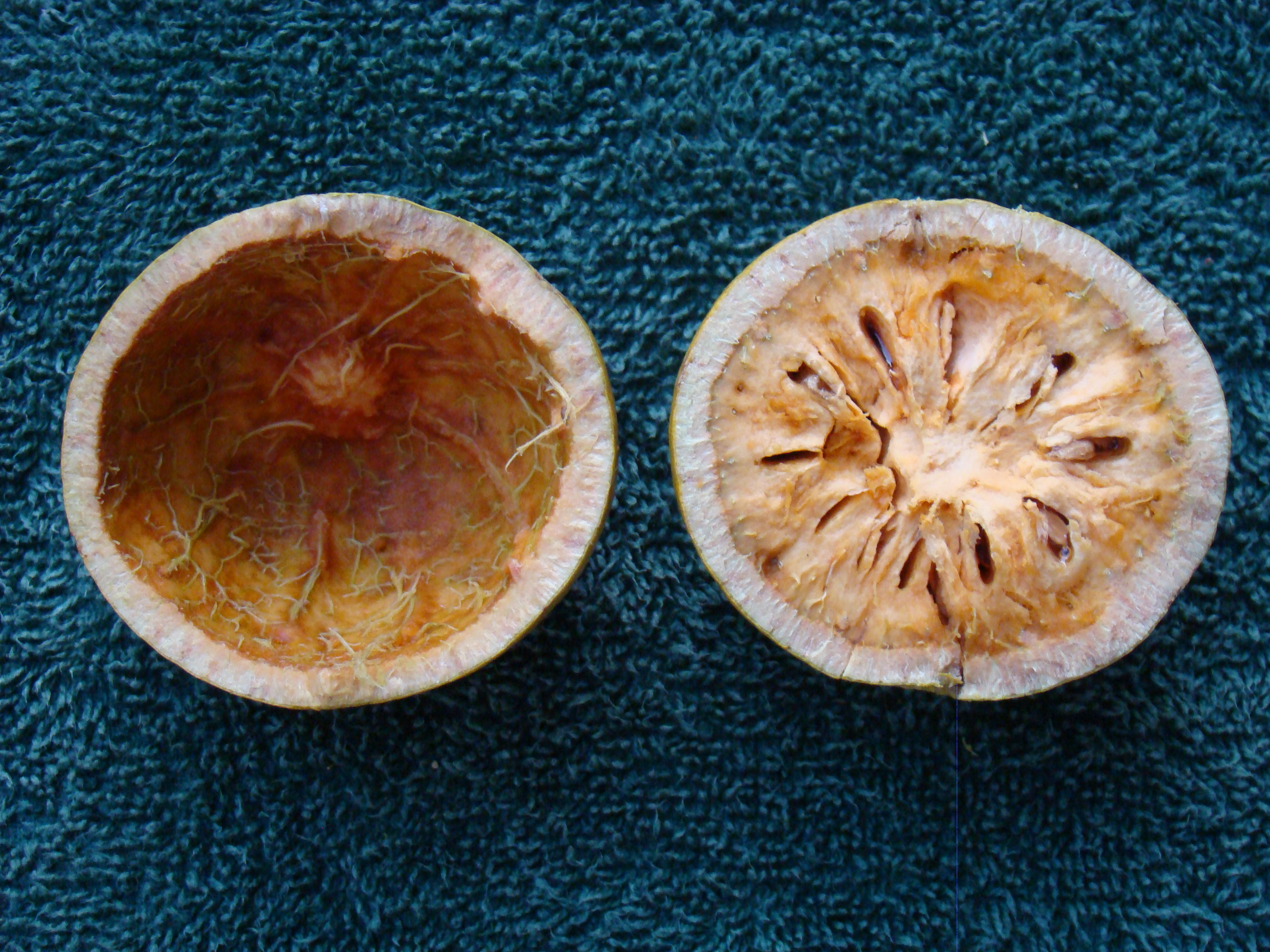
Przecięty owoc Aegle marmelos

## Systematyka
Pozycja według APweb (aktualizowany system APG IV z 2016)
Przedstawiciel podrodziny Aurantioideae w obrębie rodziny rutowatych (Rutaceae) należącej do rzędu mydleńcowców (Sapindales) reprezentującego dwuliścienne właściwe.
Wykaz gatunków
- Aegle decandra Fern.-Vill.
- Aegle glutinosa (Blanco) Merr.
- Aegle marmelos (L.) Corrêa – kleiszcze smakowite